# (31804) 1999 MG
1999 أم جي (ويعرف أيضًا باسم (31804) 1999 أم جي وفق تسمية الكوكب الصغير) (بالإنجليزية: 1999 MG)‏ هو كويكب ضمن حزام الكويكبات؛ وترتيبه 31804 من حيث الاكتشاف.
اكتُشف هذا الجُرم الفلكي بواسطة جون بروفتون في 18 يونيو 1999.

## وصلات خارجية
- (31804) 1999 MG في قاعدة بيانات مختبر الدفع النفاث لأجرام النظام الشمسي الصغيرة

- الاكتشاف · مخطط المدار ·  العناصر المدارية · المعلمات المادية

- (31804) 1999 MG على موقع ويكي سكاي: DSS2, SDSS, GALEX, IRAS, Hydrogen α, X-Ray, Astrophoto, Sky Map, Articles and images